# Sinead Michael
Sinead Michael (Londres, Inglaterra; 20 de julio de 1998) es una actriz británica, más conocida por interpretar a Sky Smith en la serie The Sarah Jane Adventures. También interpretó a uno de los personajes principales de la miniserie The Children.

## Filmografía

### Televisión
| Año  | Título                    | Papel               | Canal    | Notas                                     |
| ---- | ------------------------- | ------------------- | -------- | ----------------------------------------- |
| 2005 | Silent Witness            | Tamsin              | BBC One  | Episodio: "The Meaning of Death: Parte 1" |
| 2008 | Doctors                   | Lisa Hanson         | BBC One  | 1 episodio                                |
| 2008 | The Children              | Emily               | ITV      | Episodios: 1 & 2                          |
| 2009 | Enid                      | Gillian Baverstock  | BBC Four | Película para la televisión               |
| 2009 | 10 Minute Tales'          | Niña                | Sky 1    | Episodio: "Through the Window"            |
| 2010 | Harry and Paul            | Niña del cumpleaños | BBC Two  | 1 episodio                                |
| 2011 | Doctors                   | Nicola Rees         | BBC One  | Episodio: "Harbinger"                     |
| 2011 | The Sarah Jane Adventures | Sky Smith           | CBBC     | Temporada 5                               |